# Улица Полиграфистов (Чехов)
Улица Полиграфистов (Чехов) — улица в центральной части города Чехов, пересекающая город с запада на восток. Свое название улица получила я связи с размещенным на ней Чеховским полиграфическим комбинатом.

## Описание
Улица берет свое начало от пересечения Московской улицы и Московского проезда и далее уходит в западном направлении. Заканчивается улица на пересечении Серпуховской улицей рядом с железнодорожными путями Курского направления Московской железной дороги.
Нумерация домов начинается со стороны Московской улицы.
Улицу Полиграфистов пересекают Московская улица, Весенняя улица, Центральная улица и Серпуховская улица.
Справа по ходу движения с начала улицы примыкает улица Молодёжная.
Слева по ходу движения с начала улицы примыкает Офицерская улица.
На всем своем протяжении улица является улицей с односторонним движением.
Почтовый индекс улицы — 142300.

## Примечательные здания и сооружения
- Ледовый хоккейный центр «Витязь» — Московская улица, владение 104. Строительство ледового хоккейного центра было начато в 2000 году, а 25 мая 2004 года состоялось торжественного и долгожданное открытие спортивного объекта. Изначально планировалось строительство тренировочного спортивного центра с трибунами, вместимостью 1370 зрителей, однако позднее году было принято решение об увеличении вместимости трибун для зрителей до 3300 человек для соответствия арены международным стандартам и требованиям регламента Континентальной хоккейной лиги. В 2008 году были закончены работы по реконструкции ледового хоккейного центра и модернизации виде и аудио оборудования, а также информационного табло[2]. Чеховский ледовый центр «Витязь» является обладателем нескольких премий — за лучшее техническое оснащение, за эффективное управление спортивным объектом и как лучший городской каток. В 2018 году спортивная арена стала победителем всероссийской премии «Лидеры спортивной индустрии» получив Гран-при как лучший ледовый дворец России[3]. В ледовом дворце располагается зал славы прославленного хоккеиста Валерия Васильева, который также является основателем детской спортивной школы «Витязь»[4].
- Чеховский полиграфический комбинат — дом 2, строение 1. Строительство полиграфического комбината было начато в 1959 году и уже в 1966 году была введена в эксплуатацию первая очередь комплекса[5]. Оснащение велось с опережением графика и за 2 года вместо 3-х предприятие вышло на проектные мощности, а в 1972 году была введена в эксплуатацию и вторая очередь строительства предприятия. С получением в 1981 году государственной награды — ордена Трудового красного знамени предприятие закрепило статус гиганта полиграфической промышленности Советского Союза. В 2000-х годах на предприятии была проведена модернизация производственного оборудования и организован процесс подготовки кадров на базе профессионально-технического училища.
- Пожарная часть города Чехова № 79 — владение 11, корпус 4.
- Дворец спорта «Олимпийский» — строение 30[6]. Дворец спорта был открыт в торжественной обстановке 30 июля 2003 года. Арена является домашней для местного гандбольного клуба «Чеховские медведи» и ватерпольного клуба «Штурм 2002». В честь открытия дворца состоялся товарищеский матч между «Чеховскими медведями» и командой «Все звезды». Матч закончился победой чеховских гандболистов со счетом 11:9[7]. В церемонии открытия принимали участие губернатор Московской области Борис Громов и глава администрации Чеховского района Геннадий Недосека[8]. Многофункциональный дворец имеет в своем распоряжении 50-ти метровый плавательный бассейн, большой игровой зал с трибунами на 3000 мест для зрителей, тренировочный зал, а также помещения развлекательной и общественных зон. Спортивный дворец может принимать на своей территории соревнования по 20 видам спорта[9]. В 2003 году «Олимпийский» стал победителем Международного фестиваля «Зодчество 2003» по номинации «Лучшая архитектурная постройка Московской области».
- Аллея на пересечении Московской улицы и улицы Полиграфистов.
- Аллея спортивной славы на территории Дворца Спорта «Олимпийский»[10]. На аллее размещены фотопортреты заслуженных тренеров и спортсменов, чьи имена связаны с городом Чеховым.
- Муниципальное казенное общеобразовательное учреждение Специальная коррекционная школа-интернат — владение 3 А.
- Отдел Государственной инспекции безопасности дорожного движения отдела Министерства внутренних дел России по городскому образованию Чехов — дом 14 Б[11].
- Аллея вдоль улицы Полиграфистов до пересечения с улицей Молодёжной с детскими игровыми площадками и фонтаном.
- Государственное бюджетное профессиональное образовательное учреждение Московской области «Училище Олимпийского резерва № 4». Универсальный спортивный зал «Надежды России» — улица Мира, владение 9 А[12]. В Московской области училище выполняет функцию базовой организации по таким видам спорта как гандбол, водное поло, синхронное плавание, художественная гимнастика, плавание и каратэ.
- Администрация городского округа Чехов — город Чехов, улица Полиграфистов, дом 13 Б.

## Транспорт
По улице Полиграфистов осуществляется движение общественного городского транспорта. Здесь проходят автобусные маршруты № 4; № 7 К и № 14 К. Также осуществляется движение маршрутных такси № 2 К и № 15 К.